# Jakvinta
Jakvinta, kraljica Duklje od 1081. godine.
Rodom s Apeninskog poluotoka. Kći Roberta Guiscarda vođe normana iz Barija. Udala se za dukljanskog kralja Bodina. S njim je imala djecu Mihajla II., Đuru, Arkiriza i Tomu.
Još za muževa života zabrinjavalo ju je jačanje sinova kneza Branislava. Bojala se mogućnosti da on ili sinovi mu nakon smrti njenog muža ne preuzmu kraljevstvo. Zbog toga je stalno tražila mogućnost za ih ukloniti.
Poslije suprugove smrti 1101. Duklju potresaju dinastijski sukobi. Jakvinta je u tim sukobima postavila antibizantski. Izravno se uplela u borbe za prijestolje. Podupirala je sina Đorđa koji se žestoko obračunavao s probizantskom i srpskom (raškom) strujom u Dukljanskom kraljevstvu, a sve radi povratka slave velike Bodinove države. Stoji iza pogubljenja protukandidata, eksponenta raške struje u Duklji Vladimira (1102. – 1114.), kojeg je otrovala i postavljanja sina Đure na prijestolje. Također je zapovijedila ubojstvo strica kralja Vladimira, brata kralja Bodina, kralja Dobroslava, koji je vladao poslije Bodinove smrti, jer njen najstariji sin Mihala unatoč želji nije mogao naslijediti prijestolje, jer ga narod zbog Jakvintine zlobe nije htio. Dobroslav je kao vladar bio surov, a pao je s vlasti nakon poraza u boju na rijeci Morači protiv vojske Kočapara i raškog župana Vukana. Završio je okovan. Nakon raznih peripetija na vlast dolazi Vladimir koji ga daje osloboditi, ali onda dolazi Jakvintina zapovijed. Dobroslav nije ubijen, ali su ga njeni ljudi okrutno osakatili.
Glavni je takmac za prijestolje bio Grubeša koji je prve godine gubio u borbama. Bio je uhićen i utamničen. Grubešin stric Gojislav s nećacima i bizantskom potporom na čelu s bizantskim carevićem Kalojoanom vrši 1118. prevrat, Đuro je svrgnut, a Jakvinta uhićena i odvedena u Carigrad gdje je umrla. Jakvintu spominje Ljetopis popa Dukljanina.
Mladen Lompar u crnogorsko pjesništvo unio je motive, crpeći nadahnuće iz stare dukljanske baštine, poput legendi o gospođama Jakvinti i Darinki.